# Paulão (football, 1982)
Pour les articles homonymes, voir Paulão.
Paulo Afonso Santos Junior, dit Paulão, est un ancien footballeur brésilien né le 6 août 1982 à Lagoa Santa. Il évoluait au poste de défenseur central.

## Carrière
Il rejoint le Bétis Séville le 20 janvier 2012, en prêt ; il y est transféré définitivement le 11 juillet 2012.
Mise à jour à l'issue de la saison 2012-2013
| Saison         | Club                       | Montant | Division | Matches | Buts |
| -------------- | -------------------------- | ------- | -------- | ------- | ---- |
| 2000           | Atlético Mineiro           |         | I        | 7       | 0    |
| 2001           | Atlético Mineiro           |         | I        |         |      |
| 2002           | Atlético Mineiro           |         | I        |         |      |
| 2003           | Atlético Mineiro           |         | I        | 1       | 0    |
| 2004           | Atlético Mineiro           |         | I        |         |      |
| 2005           | América MG                 |         | III      |         |      |
| 2006           | SE Gama                    |         | II       | 11      | 0    |
| 2006-2007      | Naval 1er mai              |         | I        | 27      | 0    |
| 2007-2008      | Naval 1er mai              |         | I        | 28      | 3    |
| 2008-2009      | Naval 1er mai              |         | I        | 30      | 3    |
| 2009-2010      | Sporting Braga             |         | I        | 8       | 1    |
| 2010-2011      | Sporting Braga             |         | I        | 19      | 2    |
| 2011-janv.2012 | AS Saint-Étienne           |         | I        | 10      | 1    |
| janv.2012-2012 | Real Betis Balompié (prêt) |         | I        | 17      | 0    |
| 2012-2013      | Real Betis Balompié (prêt) |         | I        | 20      | 2    |

## Palmarès
- Vice-Champion du Portugal en 2010 avec le Sporting Braga
- Finaliste : Ligue Europa 2010-2011